# Hourglass
Hourglass és el segon àlbum en solitari de Dave Gahan, més conegut per ser el cantant de la banda anglesa Depeche Mode. Gahan va comptar amb la col·laboració d'Andrew Phillpott i Christian Eigner en la producció i en la composició de totes les cançons. Tot i ser presentat com el segon treball de Gahan, podia haver estat presentat com el primer treball del trio, ja que fou tot compost i produït per tots tres músics. Fou publicat el 22 d'octubre de 2007, quatre anys després del primer.
Aquest treball va rebre crítiques força favorables, elogis pel seu so més electrònic que Paper Monsters (2003) però crítiques per assemblar-se massa al so característic de Depeche Mode. De fet, per l'àlbum Playing the Angel (2005) de Depeche Mode, Gahan va aportar per primer cop en la trajectòria de la banda cançons exclusivament seves, que també havia compost amb Eigner i Phillpott, és a dir, el material es va crear en paral·lel pels ambdós àlbums. A més, Eigner participava com a bateria de Depeche Mode en concerts des de 1997, i Phillpott havia estat membre de l'equip tècnic de la banda.

## Llista de cançons
Totes les cançons foren escrites i compostes per Dave Gahan, Andrew Phillpott i Christian Eigner. 
| Núm.          | Títol               | Durada |
| ------------- | ------------------- | ------ |
| 1.            | «Saw Something»     | 5:14   |
| 2.            | «Kingdom»           | 4:34   |
| 3.            | «Deeper and Deeper» | 4:34   |
| 4.            | «21 Days»           | 4:35   |
| 5.            | «Miracles»          | 4:38   |
| 6.            | «Use You»           | 4:48   |
| 7.            | «Insoluble»         | 4:57   |
| 8.            | «Endless»           | 5:47   |
| 9.            | «A Little Lie»      | 4:53   |
| 10.           | «Down»              | 4:34   |
| Durada total: | Durada total:       | 48:38  |

| 11.           | «Kingdom» (Digitalism Remix)        | 5:36  |
| 12.           | «Deeper and Deeper» (SHRUBBN!! Dub) | 4:43  |
| 13.           | «Use You» (K10K Remix)              | 6:03  |
| Durada total: | Durada total:                       | 65:00 |

### DVD
1. "Hourglass − A Short Film" – 17:52
2. "Kingdom" (vídeo promocional) – 4:33
3. "Hourglass − The Studio Sessions" – 20:03
4. "Saw Something"
5. "Miracles"
6. "Kingdom"
7. "A Little Lie"
8. "Endless from Hourglass. The Studio Sessions" – 3:44

## Posicions en llistes
| Llista (2007) | Posició |
| ------------- | ------- |
| Alemanya      | 2       |
| Canadà        | 80      |
| Espanya       | 18      |
| Estats Units  | 120     |
| França        | 18      |
| Itàlia        | 8       |
| Regne Unit    | 50      |

## Crèdits
- Dave Gahan
- Andrew Phillpott
- Christian Eigner
- Tony Hoffer – guitarra a "A Little Lie", enginyeria, mescles
- John Frusciante – guitarra a "Saw Something"
- Graham Finn – baix a "Kingdom", guitarra a "21 days"
- Niko Stoessl – guitarra addicional i edició a "Kingdom" i "Use You", veus addicionals on "Use You".
- Kevin Murphy – violoncel a "Saw Something"
- Karl Ritter – dobro on "Down"
- Jenni Muldaur – veus addicionals a "Down"
- Kurt Uenala – enginyeria, enginyer d'àudio
- Ryan Hewitt, Andy Marcinkowski – enginyeria
- Stephen Marcussen – masteristzació
- Anton Corbijn – photography, logo design

## LIVE from SoHo
A diferència del seu primer treball, Dave Gahan no va realitzar cap gira promocional per Hourglass i en el seu lloc va publicar una petita presentació que va realitzar el 23 d'octubre de 2007 a Nova York en forma d'EP. Aquest està compost per set cançons de Hourglass en directe. Només estigué disponible a través d'iTunes.
| Núm.          | Títol               | Durada |
| ------------- | ------------------- | ------ |
| 1.            | «Saw Something»     | 5:18   |
| 2.            | «Kingdom»           | 4:46   |
| 3.            | «Deeper and Deeper» | 4:27   |
| 4.            | «Use You»           | 5:01   |
| 5.            | «Endless»           | 5:57   |
| 6.            | «A Little Lie»      | 4:58   |
| 7.            | «Miracles»          | 3:34   |
| Durada total: | Durada total:       | 34:01  |

Live from SoHo és un conjunt d'EPs totalment digitals, la majoria publicats per iTunes, que han realitzat diverses bandes com Adele, Goo Goo Dolls, Linkin Park, Taylor Swift o Maroon 5.

## Hourglass: Remixes
Hourglass: Remixes és una compilació de remescles realitzades sobre les cançons de l'àlbum Hourglass de Dave Gahan. Fou publicada l'11 de març de 2008 exclusivament a Amèrica del Nord amb la producció de Mute Records.
| 1.            | «Deeper & Deeper» (The Juan Maclean Club Mix)      | 5:08  |
| 2.            | «Kingdom» (Booka Shade Club Remix)                 | 5:36  |
| 3.            | «Love Will Leave» (Kap10Kurt Mix)                  | 3:43  |
| 4.            | «Use You» (Maps Remix)                             | 3:38  |
| 5.            | «Deeper & Deeper» (T. Raumschmiere Remix Extended) | 3:34  |
| 6.            | «Kingdom» (Digitalism Remix)                       | 4:16  |
| 7.            | «Saw Something» (Onur Özer Remix)                  | 5:07  |
| 8.            | «Deeper & Deeper» (Sébastien Léger Remix)          | 5:08  |
| Durada total: | Durada total:                                      | 36:10 |

| 1.            | «Deeper & Deeper» (The Juan Maclean Club Mix)      | 5:08  |
| 2.            | «Kingdom» (Booka Shade Club Remix)                 | 5:36  |
| 3.            | «Love Will Leave» (Kap10Kurt Mix)                  | 3:43  |
| 4.            | «Use You» (Maps Remix)                             | 3:38  |
| 5.            | «Deeper & Deeper» (T. Raumschmiere Remix Extended) | 3:34  |
| 6.            | «Kingdom» (Digitalism Remix)                       | 4:16  |
| 7.            | «Saw Something» (Onur Özer Remix)                  | 5:07  |
| 8.            | «Deeper & Deeper» (Sébastien Léger Remix)          | 5:08  |
| 9.            | «Kingdom» (Rosario's Big Room Vocal)               | 6:09  |
| 10.           | «Saw Something» (Skreamix)                         | 4:54  |
| 11.           | «Deeper & Deeper» (SHRUBBN!! FX Instrumental)      | 4:45  |
| Durada total: | Durada total:                                      | 51:58 |